# C'est arrivé à Sunrise
Pour les articles homonymes, voir Bus Stop.
C'est arrivé à Sunrise (Bus Stop) est une série télévisée américaine en 26 épisodes de 50 minutes en noir et blanc, créée par Roy Huggins d'après la pièce éponyme de William Inge et diffusée entre le 1er octobre 1961 et le 25 mars 1962 sur le réseau ABC.
En France, la série a été diffusée à partir du 30 octobre 1965 sur la deuxième chaîne de l'ORTF. Au Québec, elle a été diffusée à Télé-Métropole en 1966.

## Synopsis
Cette série met en scène les histoires vécues par des voyageurs qui fréquentent le dîner de Grace Sherwood à proximité du terminal de bus de la petite ville de Sunrise dans le Colorado.

## Distribution
- Marilyn Maxwell : Grace Sherwood
- Richard Anderson : Glenn Wagner
- Rhodes Reason : Will Mayberry
- Joan Freeman (en) : Elma Gahrigner

## Épisodes
1. Après-midi d'un cowboy (Afternoon of a Cowboy)
2. Une histoire à succès (Success Story)
3. La Résurrection d'Annie Ahearn (The Resurrection of Annie Ahearn)
4. Titre français inconnu (The Covering Darkness)
5. Portrait d'un héros (Portrait of a Hero)
6. Titre français inconnu (The Glass Jungle)
7. Chérie (Cherie)
8. Accessoire par consentement (Accessory by Consent)
9. L'Homme de Bootstrap (The Man from Bootstrap)
10. Titre français inconnu (A Lion Walks Among Us)
11. Titre français inconnu (Call Back Yesterday)
12. ... Et la poursuite du Mal (... And the Pursuit of Evil)
13. Les Fugueurs (The Runaways)
14. Titre français inconnu (Jaws of Darkness)
15. Titre français inconnu (Summer Lightning)
16. Crient vers le ciel (Cry to Heaven)
17. Le Têtu Stumbos (The Stubborn Stumbos)
18. Titre français inconnu (Turn Home Again)
19. Comment ça Charlie Feel ? (How Does Charlie Feel?)
20. Mettez vos rêves loin (Put Your Dreams Away)
21. Les Vertus inverses (The Opposite Virtues)
22. L'Épreuve de Kevin Brooke (The Ordeal of Kevin Brooke)
23. Porte sans clé (Door Without a Key)
24. Verdict le 12 (Verdict of 12)
25. Comté général (County General)
26. Titre français inconnu (I Kiss Your Shadow)